# Горбунов, Алдар Петрович
Алдар Петрович Горбунов (8 ноября 1927, Москва — 19 декабря 2018, Алма-Ата) — советский и казахстанский учёный-географ, гляциолог, доктор географических наук, профессор.

## Биография
Родился 11 августа 1927 года в городе Москва, в семье Елены Петровны Горбуновой (1888, Красное село, Санкт-Петербург — 1973, Алма-Ата), участница монгольской экспедиции, и Петра Васильевича Всесвятского (1884—1938) — советник монгольского правительства (1924—1930), соавтор первой монгольской конституции, друг Рерихов, был незаконно репрессирован.
В 1951 году окончил Казахский педагогический институт, Географический факультет, в городе Алма-Ата.
В 1954 году защитил кандидатскую на тему «Очерки по истории физико-географических исследований Казахстана (17, 18, 19 вв.)».
Заведовал кафедрой физической географии педагогического института.
В 1968—1971 годах возглавлял сектор гляциальных селей в Казахском научно-исследовательском гидрометеорологическом институте (КазНИГМИ) АН Казахской ССР.
В 1974 году защитил докторскую диссертацию по теме «Пояс вечной мерзлоты Тянь-Шаня».
В 1971—1990 годах руководил Казахстанской геокриологической лабораторией Института мерзлотоведения СО АН СССР. Одновременно заведовал Казахским высокогорным стационаром.
Изучал высокогорную мерзлоту, ледников (геокриология высокогорных областей) и сели на Тянь-Шане, Памире, Джунгарском Алатау, Алтае, Забайкалье, Камчатке, Кавказе, Кольском полуострове, а также в Скандинавии, Монголии, Китае, Альпах, Андах, центральной и северной Африке.
Скончался 19 декабря 2018 года в городе Алматы, Казахстан.